# Lucànids
Els lucànids (Lucanidae) són una família de coleòpters polífags de mida mitjana a gran (10-90 mm), amb unes 1.500 espècies descrites. Alguns són coneguts amb el nom vulgar d'escanyapolls, pel gran desenvolupament de les mandíbules dels mascles.
Viuen preferentment en boscos de latifolis. Els adults s'alimenten de saba, brots tendres o fulles dels arbres. Les femelles dipositen els ous en troncs vells, soques, etc., on es desenvolupen les larves. Algunes espècies, com Lucanus cervus tarden cinc anys o més a assolir l'estat adult.
Els lucànids són molt apreciats pels col·leccionistes, i existeix un comerç internacional, no sempre legal, amb algunes espècies exòtiques excepcionalment grans o vistoses.

## Taxonomia
Segons la revisió de Bouchard et al., els lucànids es divideixen en les següents subfamílies:
- Subfamília Protolucaninae † Nikolajev, 2007
- Subfamília Aesalinae MacLeay, 1819
- Subfamília Ceruchitinae † Nikolajev, 2006
- Subfamília Syndesinae MacLeay, 1819
- Subfamília Lampriminae MacLeay, 1819
- Subfamília Lucaninae Latreille, 1804
- Subfamília Paralucaninae † Nikolajev, 2000